# 埃讷库尔
埃讷库尔（法語：Hennecourt，法語發音：[ɛnkuʁ] ⓘ）是法国大東部大區孚日省的一个市镇，属于埃皮纳勒区。

## 地理
埃讷库尔（48°12'24"N, 6°17'6"E）面积7.17 平方千米，位于法国大東部大區孚日省，该省份为法国东北部内陆省份，北起默兹省和默尔特-摩泽尔省，西接上马恩省，南至上索恩省和贝尔福地区省，东临上莱茵省和下莱茵省。
与埃讷库尔接壤的市镇（或旧市镇、城区）包括：博克涅、锡尔库尔、达马和贝特涅、达尔尼约勒、戈雷。

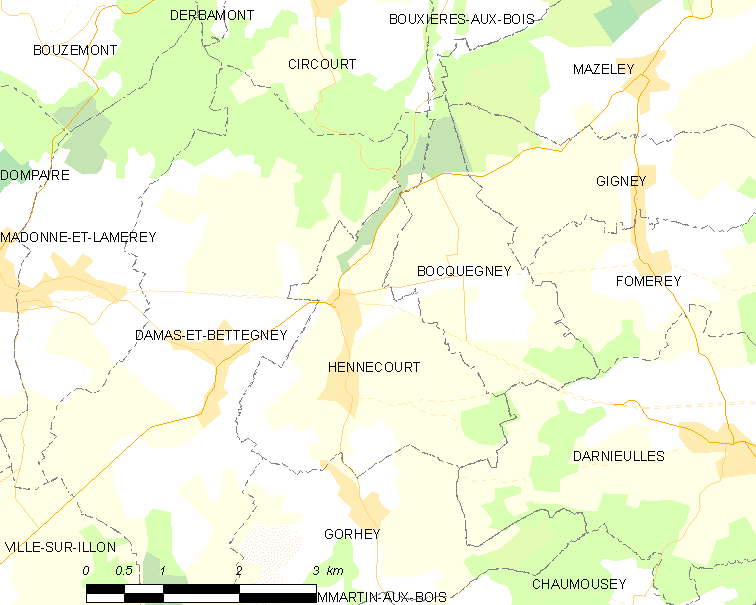
埃讷库尔的OSM定位图

埃讷库尔的时区为UTC+01:00、UTC+02:00（夏令时）。

## 行政
埃讷库尔的邮政编码为88270，INSEE市镇编码为88237。

## 政治
埃讷库尔所属的省级选区为达尔内县。

## 人口

1962-2008年间埃讷库尔人口变化图示

埃讷库尔于2022年1月1日时的人口数量为342人。